# Ukrainische Botschaft in Washington, D.C.
Die Ukrainische Botschaft in Washington, D.C. ist die diplomatische Vertretung der Ukraine in den Vereinigten Staaten. Sie hat ihren Sitz in der 3350 M Street in Washington, D.C.

Konsularbezirke der Ukraine in den USA

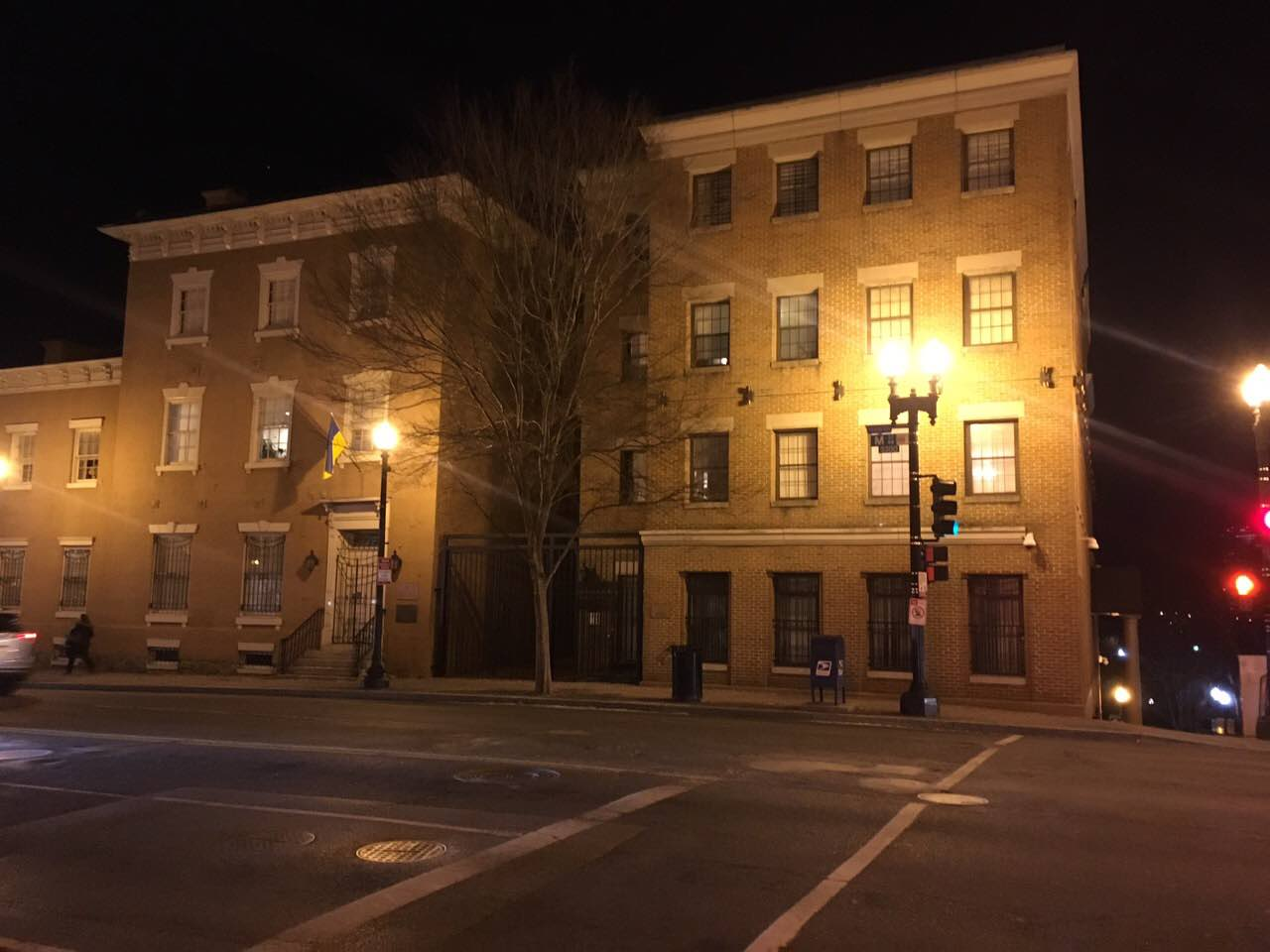
Ukrainische Botschaft in Washington, D.C.

Forrest-Marbury-House um 1860

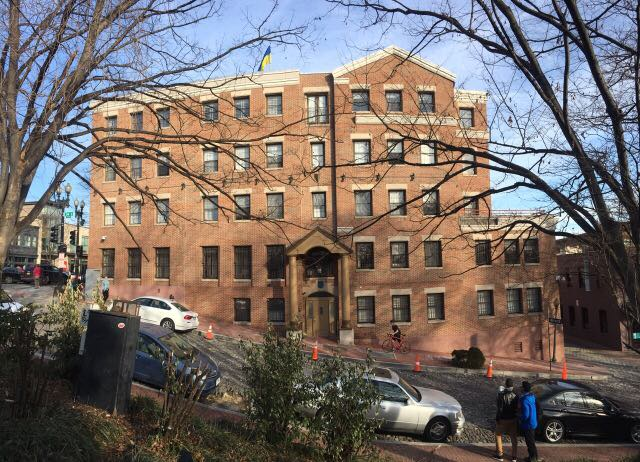
Seitenansicht des Botschaftsgebäudes

Neben der Botschaft in Washington, D.C. unterhält die Ukraine Generalkonsulate in den amerikanischen Städten Chicago, San Francisco und New York.
Außerdem gibt es Honorarkonsulate in Birmingham, Cleveland, Detroit, Houston, New Orleans, Salt Lake City und Tucson.

## Geschichte
Nachdem die Ukraine im Dezember 1991 ihre Unabhängigkeit erklärte, erkannte die USA diese am 26. Dezember 1991 als unabhängigen Staat an. Am 3. Januar 1992 nahmen die beiden Staaten diplomatische Beziehungen auf.
Der erste Botschafter der Ukraine in den USA war Oleh Bilorus (Олег Григорович Білорус; 1992–1994). Nachfolgende Botschafter waren Jurij Schtscherbak (Юрій Щербак; 1994–1998), Anton Butejko (Антон Бутейко; 1998–1999), Kostjantyn Hryschtschenko (2000–2003), Mychajlo Resnik (Михайло Резнік; 2003–2005), Oleh Schamschur (Олег Шамшур; 2006–2010), Oleksandr Mozyk (Олександр Моцик; 2010–2015) und Walerij Tschalyj (2015–19. Juli 2019).
Danach leitete bis zum 18. Dezember 2019 Andrij Janewskyj (Андрій Яневський) die Botschaft als Provisorischer Geschäftsträger der Ukraine in den USA und von Dezember 2019 bis Februar 2021 war Wolodymyr Jeltschenko Botschafter. Im folgte am 25. Februar 2021 Oksana Markarowa als außerordentliche und bevollmächtigte Botschafterin der Ukraine in den Vereinigten Staaten im Amt.

## Botschaftsgebäude in Washington, D.C.
In dem als Forrest-Marbury-House bezeichneten, 1788 mit Blick auf den Potomac River errichteten Gebäude, das ursprünglich Uriah Forrest gehörte, wurde am 29. März 1791 eine Vereinbarung zwischen der amerikanischen Regierung und 19 Grundbesitzern getroffen, Grundstücke an die Regierung zu übertragen, um eine neue Hauptstadt zu errichten. Dies macht Forrest Marbury House zu einem der bemerkenswertesten Denkmäler der amerikanischen Geschichte und den Geburtsort der Bundeshauptstadt Washington, weshalb das Gebäude im National Register of Historic Places mit der Nr. 73002084 als erhaltenswertes Denkmal eingestuft wurde.
Die ukrainische Regierung erwarb das Botschaftsgebäude in Washington am 31. Dezember 1992 und eröffnete am 27. Juni 1997 einen Gedenkraum für Präsident George Washington im Haus. Das Gebäude befindet sich im Washingtoner Stadtteil Georgetown in der 3350 M Street Northwest, 20007 Washington, D.C.